# الأردن في العصر البرونزي المتأخر

## الأوضاع السياسية
خضعت المنطقة الواقعة إلى الجنوب من مدينة حلب في بلاد الشام للسيطرة المصرية، ومن الشمال بلاد الشام. فقد كان من حظ الحثيين وبحسب المعلومات المكتوبة حوال بلاد الشام وذلك من خلال الوثائق المصرية وخاصة رسائل تل العمارنة التي كانت يوجهة ملوك الأردن[محل شك] وفلسطين إلى ملوك مصر التي كانت مكتوبة بالخط المسماري الأكادي[ ؟ ]و باللغة الأكادية وأشهر ملوكهم بهذه الفترة إخناتون، وتم اكتشافها في مصر سنة 1887 م، وتشير المعلومات من خلال القوائم الطبوغرافية لبعض الحكام الذين جردوا حملات عسكرية على المنطقة، وأيضا تركوا مسلات تدل على عبور جيوشهم من بعض المناطق وانتصاراتهم على الناس فيها، ومنهم تحتمس الثالث الذي قام بتجريد 16 حملة عسكرية على البلدان المجاورة حيث هاجم خلالها مدن وسجل أسمائها على السجلات مكتوبة مثل تل الجزر و تل تعنك و تل المتسلم على جدران معبد الكرنك، وكما هو معلوم كانت المدن الكنعانية[ ؟ ]تنازع مع بعضها ولكنها حين أن الخطر يتهددها من قبل تحتمس الثالث قامت وتوحدت مع بعضها ومع الملك الميتاني والتقى الجيشان في تل المتسلم عند سهل مرج بن عامر بشمالي فلسطين، وكانت الغلبة للجيش المصري مما أدى إلى سيطرة الجيش المصري على المنطقة الممتدة من جنوبي نهر العاصي وحتى حدودها الشرقية.
خضعت المنطقة الواقعة إلى الجنوب من مدينة حلب للسيطرة المصرية، وذلك من خلال التعرف على النقوش والكتابات المحلية والمصرية، وقام الفراعنة[ ؟ ]بتجريد 16 حملة عسكرية على بلاد الشام، وتركوا قوائم بأسماء الأماكن التي مروا بها أو حاربوها، ومسلات تدل على عبور الجيش من بعض المناطق، واننتصارتهم على سكانها، وتشير إلى أنها كانت مقسمة إلى وحدات سياسية صغيرة وفي المراحل الأخيرة لحكم الأسرة الثامنة عشر، ضعفت السيطرة المصرية على بلاد الشام في فترة أمنحوتب الرابع الذي نقل العاصمة إلى تل العمارنة، فسميت هذه الفترة بالعمارنة بعد انتهاء حكم توت عنخ أمون. تولى الحكم أسرة التاسعة عشر، حين عزم الفراعنة على إعادة سيطلاتهم على بلاد الشام من قبل رمسيس الأول و سيتي الأول و رمسيس الثاني و مرنبتاح، وكان الحثيين يضغطون من الشمال حتى حصل صدام عسكري بين الطرفين، وكانت النتيجة إبرام معاهدة على تقسيم بلاد الشام بينهما، فأخذ الحثيون شمالي بلاد الشام، واستمر المصريون في السيطرة على جنوبي بلاد الشام. وضمت الأراضي التي اتخذتها مصر صيدا و صور[ ؟ ]و كامد اللوز و دمشق. و سهل إربد كَانَ جزءَ نفس المنطقةِ الجغرافيةِ كدمشق.
تعد فترة حكم رمسيس الثاني (حوالي 1290 – 1224 ق. م) من أزهى فترات حكم الفراعنة في مصر لقوة هذا الفرعون العسكرية وسيطرتة على منطقة جنوبي بلاد الشام. وتعد معركة قادش حوالي 1265 ق. م من المعارك التاريخية الفاصلة ما بين المصريين والحثيين.
وتذكر القوائم الطبوغرافية من عهد رمسيس أسماء أماكن ومواقع في الأردن مثل ذيبان و الربة . وذكرت الوثائق المصرية أن القبائل البدوية التي تسمى بـ «شاسو» سكنت جنوبي بلاد الشام أثارت الكثير من المشاكل للفرعون المصري، وبعد وفاة رمسيس الثاني تولى الحكم مرنبتاح وعلى الرغم من انشغاله بالمعارك ضد الليبين على الحدود الغربية لمصر، إلا أنه جرد حملات على جنوبي بلاد الشام لإخضاع الثورات، وبعد إمنحوتب تولى الحكم عدد من الملوك الضعفاء.
وفي 1200 ق.م شهدت مناطق بلاد الشام تغيرات سياسية كبرى ومن أهمها سقوط الدولة الحثية والمصرية و الكاشية مما أدى إلى ظهور قوى سياسية جديدة في بلاد الشام ومن ضمنها الأردن.

## الأوضاع الاقتصادية
كانت المعطيات الأثرية في جنوبي بلاد الشام غير واضحة عن طبيعة الأحوال الاقتصادية للمجتمعات التي عاشت فيها بهذه الفترة، فمثلا ضمت بعض القبور قطعا أثرية تدل على ثراء شديد، وهذا يتضمن المراكز الحضارية، وكان بهذه الفترة تراجع لصناعة الأواني الفخارية وفي الوقت نفسه بنيت المعابد والقصور الضخمة، وكانت الطبقة الحاكمة التي تتعاون مع الحاكم المصري في بحبوحة من العيش، أما عامة الناس فواجهت حياة صعبة. وكان التأثير المصري واضح جدا في بلاد كنعان، حيث كانت تدفع الكثير من منتوجاتها الزراعية إلى الفرعون المصري. أقام المصريون الكثير من الحاميات العسكرية في عدد من المدن الكنعانية وكان الهدف منها جمع الضرائب وحماية الطرق التجارية. من المواقع التي عثر عليها في الأردن، قصور للحاكم المصري بطبقة فحل و تل السعيدية، كما سيطروا على مناجم النحاس في وادي عربة، ويبدو أن استخراج النحاس وتصنيعه كان يتم بإشراف الضباط المصريين، ويستدل على ذلك ما تم العثور علية من الفخار المديني.
كانت للإمبراطورية الآشورية و بلاد بابل شركاءَ تجاريين مهمينَ، ولكن لَمْ تكن لهم سيطرة سياسية مباشرة ًفي المشرقِ. منذ بداية العصر البرونزي المتأخّرِ. لا شَكَّ أن الاهتمامَ الرئيسيَ للملوكِ المصريينِ كَانَ السيطرة على المنطقةِ عسكرياً لتَفادي مفاجآتِ غير سارةِ وإقامة حاميات في وادي الأردن وغرب فلسطين، إضافة إلى حِماية طرقِ التجارة واستغلال ثروةِ البلادِ بالتجارةِ أَو الجزية. أَصبحت ممالكَ موآب و آدوم جنوب الأردن في الفترات لاحقة ًمسكونة مِن قِبل قبائل شاسو.

## الأوضاع الاجتماعية
شهدت فترة العصر البرونزي المتأخر وجود أجناس بشرية مختلفة داخل المدن الكنعانية و طبقتين اجتماعيتين هما الطبقة العليا الثرية والطبقة الفقيرة.
صاحبت التغيرات السياسية والاقتصادية تغيرات ديموغرافية ومن أهمها التجمعات البدوية عادت للظهور ومنهم العابيرو والشاسو، مما أدى إلى تراجع في الحياة المدنية.
تميزت هذه الفترة بتغيرات اجتماعية وعلاقات الدولية تعتمد على التجارة، الأمر الذي أدى إلى دخول العناصر مختلفة إلى بلاد الشام. وذكرت الوثائق على ظهور طبقات اجتماعية مختلفة الأعراق مثل شاسو والعابيرو والأموريين والحثيين وأشخاص من قبرص و بحر إيجة بالإضافة إلى المصريين الذين حكموا البلاد. ويذكر العلماء أن السكان الكنعانين الأصليين في تناقص بالرغم من الهجرات إليها من مناطق مختلفة. شهد الأردن نوعان من المستقرات البشرية خلال 1550 – 1200 ق. م، المدن والقرى ومعظم سكانها من الكنعانيين والأمورين الذين اتخذوا الزراعة والتجارة عملا لهم في شمال ووسط غور الأردن الذي كان سكانه من البدو وقبائل أخرى العابيرو والشاسو... وعاشت في المدن الكنعانية طبقة اجتماعية ثرية جدا، كانت هي طبقة العليا في المجتمع فبنت لنفسها مباني ضخمة، واستوردت النبيذ من جزر بحر إيجة، ولكن عدد هذه طبقة قليل مقارنة بعدد السكان المحليين، بالإضافة إلى بناء القصور الضخمة و المقابرالفخمة التي يدفن مع صاحبها أواني فخارية مستوردة من بلاد اليونان وقبرص، كانت تخص الأثرياء في المجتمع، ويدل على ذلك سموهم نبلاء كنعان وقد تشبهوا بالفراعنة بلوحه عثر عليها في تل القدح بشمال فلسطين والتي تصور أمير كنعاني يلبس زي ذو طابع مصري.
هناك أماكن ذكرت في النصوص التوراتية وخاصة معبر الأردن وأيضا أماكن ذكرت في قصة سنوهي ورسائل تل العمارنة وهذه القصص تزودن بدلائل بصيرة عن حياة المناطق في تلك الفترة في معبر وادي الأردن في العصر البرونزي المتأخر وذكرت مصادر أخرى بأنه قد تم قيام عمل عسكري في عصر رمسيس الثاني في المنطقة حيث كان هناك تدخّلَ مصري قوي في وادي الأردن، ويرى مارتن بان هناك تأثير كبير في معبر الأردن ودليل على ذلك تل حمام وطبقة فحل ورسائل تل العمارنة تشير هناك علاقات قائمة ما بين تل حمام واليرموك مع المدن الفلسطينية، والتوراة تقول القبائل الإسرائلية عبرت معبر الأردن واجتمعوا في الطريق على شكل كيانات سياسية متميزة وتزود بمعلومات مهمة أساسية.